# Äskrödjan

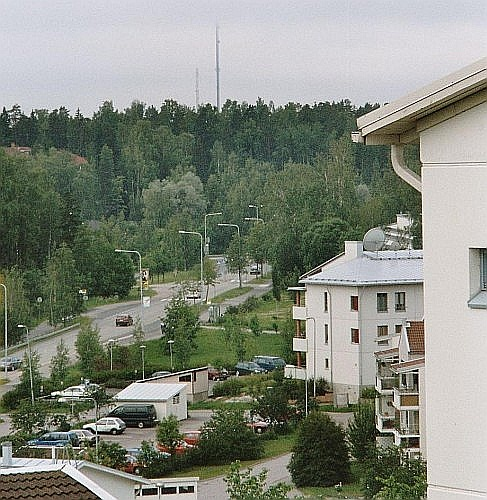
Hösmärvägen i Äskrödjan

Äskrödjan (fi. Saarniraivio) är en del av stadsdelen Esbo centrum i Esbo stad. 
Äskrödjan består av låga höghus och radhus. Det finns dessutom några daghem och skolor i området. Speciellt för området är byggnaderna med sneda tak. Skillnaden syns tydligt på Sockkärrsvägen där Äskrösjan slutar och området Södrik tar vid. De sneda takena är bestämda i stadsplanen. 